# 兹沃尼米尔·索尔多
兹沃尼米尔·索尔多（Zvonimir Soldo，1967年11月2日—），克羅地亞前足球運動員，曾長時間效力德甲球會史特加，一般司職防守中場或中堅。

## 生平

### 球員
蘇度是克羅地亞首都薩格勒布一家大學的法律系畢業，畢業後即投身職業聯賽。他早年大部分時時都是在國內聯賽度過，曾效力較具實力的萨格勒布迪纳摩。
1996年蘇度轉到德國加盟當地球會史特加。他在史特加效力了10年，上陣了逾300場比賽，其中200場是擔任隊長。他在球會較突出的成績，乃1997年德國盃冠軍、1998年歐洲盃賽冠軍盃亞軍、2003年德甲聯賽亞軍。
蘇度同時也是國家隊主力成員，曾出席過1998年世界杯贏得季軍。至2002年退出國家隊為止，蘇度上陣了61場國際賽。
蘇度職業生涯最後一場比賽乃2006年5月6日的德甲聯賽，其後宣告退役。退役時他還獲該國市政府贈送的紀念獎牌，以表揚他在史特加時對球會所作的貢獻。

### 教練
蘇度退役後返回母會萨格勒布迪纳摩擔任青年軍教練，於2008年1月14日獲提升為一隊主教練，取得克罗地亚足球甲级联赛及克羅地亞盃雙料冠軍。功成身退。
蘇度辭任後，於2009年6月重返德甲出掌科隆帥印，簽約直到2011年6月30日屆滿。
出任山东鲁能泰山助理教练。